# 北波爾克堡 (路易斯安那州)
北波爾克堡（英語：Fort Johnson North）是位於美國路易斯安那州弗農堂區的一個普查規定居民點。

## 人口
根據2020年美國人口普查的數據，北波爾克堡的面積為21.72平方千米，當中陸地面積為21.70平方千米，而水域面積為0.02平方千米。當地共有人口2179人，而人口密度為每平方千米100.32人。